# Lakewood Church Central Campus

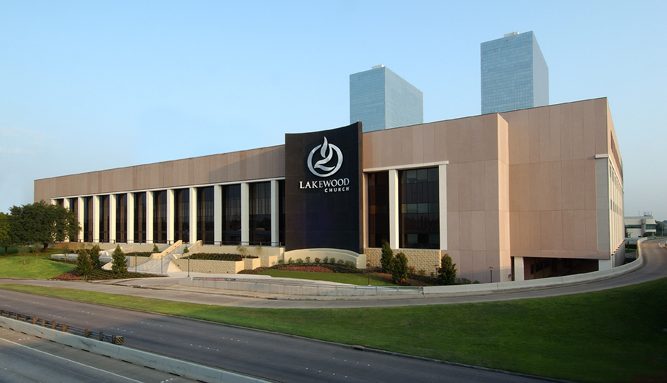
Eingang in das Gebäude

Der Lakewood Church Central Campus (früher bekannt als The Summit und Compaq Center) ist eine Kirche in Houston, Texas.

## Geschichte und Nutzung
Bis 1998 war es eine Mehrzweckhalle für Sportveranstaltungen wie Hockey und Basketball und diente als Veranstaltungsarena für Konzerte internationaler musikalischer Größen wie Prince (1985), Eric Clapton (1990), Bruce Springsteen und Michael Jackson (1988). Im Jahr 2005 wurde es als Kirche wiedereröffnet. Der Grundstein für das Gebäude wurde im Dezember 1973 gelegt. Der Komplex wurde von Lloyd Jones Brewer & Associates entworfen und von Walter P Moore mit finanziellen Mitteln von 27 Millionen US-Dollar bis zum 7. November 1975 fertiggestellt. Heute ist es in Besitz der Lakewood Church. Es bietet Platz für 17.000 Besucher.